# Verderonne
Verderonne is een gemeente in het Franse departement Oise (regio Hauts-de-France) en telt 511 inwoners (2005). De plaats maakt deel uit van het arrondissement Clermont.

## Geografie
De oppervlakte van Verderonne bedraagt 3,3 km², de bevolkingsdichtheid is 154,8 inwoners per km².
De onderstaande kaart toont de ligging van Verderonne met de belangrijkste infrastructuur en aangrenzende gemeenten.

## Demografie
Onderstaande figuur toont het verloop van het inwonertal (bron: INSEE-tellingen).